# Різжак венесуельський
Різжа́к венесуельський (Campylorhynchus nuchalis) — вид горобцеподібних птахів родини воловоочкових (Troglodytidae). Мешкає в Колумбії і Венесуелі.

## Опис

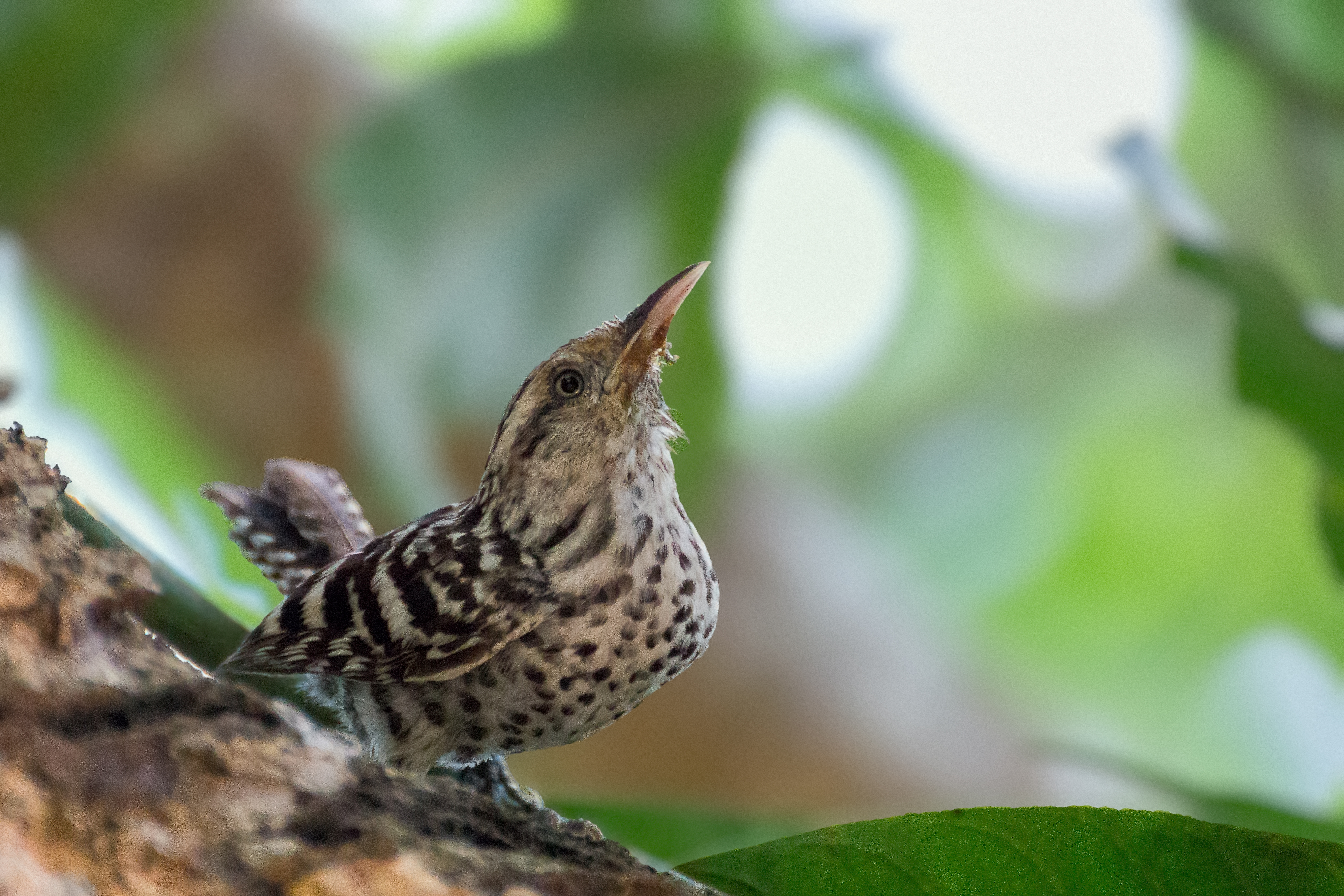
Венесуельський різжак

Довжина птаха становить 17,5 см, вага 21,1-25,5 г. Верхння частина тіла сірувато-охриста, поцяткована темними плямами. Задня частина шиї коричнювата з охристим відтінком, тім'я і потилиця поцятковані помітними чорно-білими смугами. Крила і хвіст смугасті, чорно-білі. Нижня частина тіла білувата, нижня частина горла поцяткована сіруватими плямками, на грудях і животі вони переходять у більш довгі і темні смужки, боки поцятковані чорнуватими смужками. Очі білі або жовтуваті, дзьоб зверу чорний, знизу сіруватий або білуватий, лапи сірі. Виду не притаманний статевий диморфізм. У молодих птахів верхня частина голови, верхня частина тіла, крила і хвіст білувато-чорні, а райдужки сірі. У представників підвиду C. n. pardus нижня частина тіла менш плямиста, а дзьоб більш міцний. У представників підвиду C. n. brevipennis тім'я більш темне, а нижня частина більш плямиста.

## Підвиди
Виділяють три підвиди:
- C. n. pardus Sclater, PL, 1858 — північне узбережжя Колумбії в департаментах Маґдалена і Болівар, на південь до Центрального хребта Анд;
- C. n. brevipennis Lawrence, 1866 — північне узбережжя Венесуели;
- C. n. nuchalis Cabanis, 1847 — центр і схід Венесуели (від Баринаса до Болівара і Сукре).

## Поширення і екологія
Венесуельські різжаки живуть в сухих тропічних лісах і рідколіссях, в чагарникових заростях і в галерейних лісах в льяносі. часто трапляються поблизу невеликих водойм. Зустрічаються на висоті до 800 м над рівнем моря. Живляться безхребетними, яких шукають в усіх ярусах лісу, зокрема на стовбурах дерев. 
Сезон розмноження у венесуельських різжаків триває з квітня по серпень. Гніздо велике, куполоподібне, робиться з трави і рослинних волокон, встелюється пір'ям, прикріплюється до тонкої гілки на висоті від 2 до 10 м над землею. Іноді птахи використовують покинуті гнізда венесуельських м'якохвостів, встелюючи їх пухом. В кладці 4 білих яйця. Інкубаційний період триває 18-21 день. Насиджують лише домінантні самиці. Пташенята покидають гніздо через 19 днів після вилуплення. За сезон може вилупитися 2-3 виводки, однак великі виводки виживають лише у великих зграйках. Венесуельські різжаки іноді стають жертвами гніздового паразитизму синіх вашерів.
Венесуельські різжаки демонструють яскраво виражений колективний догляд за пташенятами. Ці птахи живуть сімейними зграйками, які складають з домінантної пари, яка розмножується і до 12 гніздових помічників, більшість з яких є потомками цієї пари. Всі молоді самиці і більшість молодих самців пізніше покидають зграйки і переміщуються на іншу територію. Коли домінантний самець помирає, інший займає його місце.